# Perte en ligne (électricité)
Les pertes en ligne sont l'énergie électrique perdue sur un réseau électrique. Elles peuvent être actives ou passives.
Les pertes passives en ligne, sous forme de chaleur (à cause de l’effet Joule) sont d'autant plus importantes que le réseau est long, que le matériau « conducteur » (câble électrique) offre de la résistance à la circulation des électrons et que la tension électrique est faible.
Des pertes par courts-circuits sont également importantes dans certains réseaux (ex. : dans les boîtiers de connexion électrique), notamment dans les environnements humides et salés (l’eau salée conduit mieux l’électricité). C'est le cas après des tempêtes qui ont emporté des embruns salés à des distances importantes, et les ont déposés sur les isolateurs (de caténaires de voies ferrées électrifiées par exemple), permettant la fuite vers la terre d’une partie importante du courant électrique.

## Histoire
Depuis le XIXe siècle, on sait transporter de grandes quantités d'énergie sous forme de courant électrique, mais non sans d'importantes « pertes en ligne » sur de grandes distances.
Ces pertes ont été réduites en augmentant la tension (voltage), selon un principe — découvert par l'ingénieur français Marcel Deprez — énonçant que la perte en ligne est inversement proportionnelle à la tension.
Ainsi, Marcel Deprez, en 1881 à Paris transporte pour la première fois de l'électricité sur plus d'un kilomètre (1 800 m) et à Munich, l'année suivante sur environ 50 km. En 1883, Grenoble importe du courant de Jarrie-Vizille situé à une quinzaine de kilomètres avec « seulement »  6,6 % de perte.
En 1891, les Allemands transportent une « puissance de 100 CV » de Lauffen à Francfort (140 km) et  une ligne de 16 000 volts est ensuite construite en Italie entre Paderno Dugnano et Milan (33 km).
En 1899, Estrade rejoint  St-Georges, dans l'Aude, à Carcassonne et Narbonne via une ligne HT de 20 000 volts (sur 100 km environ).
En 1908, une ligne 55 000 volts relie Orlu (Pyrénées) à Toulouse sur 155 km, alors qu’aux États-Unis, Niagara Falls est connecté à Buffalo (New York).
En 1912, les États-Unis doublent ce voltage avec une ligne portée à 110 000 volts.
En France, durant la reconstruction on construit (en 1920) une ligne de 150 000 volts (sur le réseau de la Compagnie des Chemins de fer du Midi, puis apparaissent des lignes à 220 000 volts, avant qu'on envisage dans les années 1950 des lignes à 440 000 V. À cette époque on démontre aussi que les lignes à courant continu perdent beaucoup moins de courant en ligne. De telles lignes sont créées en Grande-Bretagne et en Suède (entre la Suède continentale et l'île de Gotland sur 100 km). Ces lignes économisent les pylônes, le poids et la longueur des conducteurs (deux au lieu de trois).

## Aspects économiques
Les pertes en ligne doivent être prises en compte dans l’équilibre offre/demande (coût de la production supplémentaire nécessaire pour compenser la perte en ligne), dans le calcul économique et électrique des « distances électriques équivalentes » pour l'allocation des pertes, dans les coûts de transmission de l’électricité dans les réseaux transfrontaliers ou partagés.

## Calcul des pertes, modélisation
Des modélisations mathématiques permettent d’évaluer la quantité réelle de courant circulant dans chaque entre-nœuds du réseau et de fixer les coûts d'utilisation d’un  réseau maillé en intégrant les pertes en ligne et les  congestions des réseaux électriques qui se sont allongés dans le contexte des interconnexions de sécurité et dans le contexte  de l’ouverture à la concurrence .
En France, le coût estimé des pertes en ligne est de 2 à 3 % depuis 2007 selon le gestionnaire RTE, de 6 % selon le gestionnaire Enedis, qui exploite environ 95 % du réseau de distribution. En incluant l’autoconsommation des postes de transformation et les pertes dites « non techniques » (fraudes, erreurs humaines, etc.), les pertes d’électricité en France entre le lieu de production et de consommation avoisinent 10 % en moyenne.

## Comment réduire les pertes en ligne
Diminuer la résistance par unité de longueur des câbles utilisés permet de diminuer les pertes en ligne. On utilise des métaux de bonne conductivité électrique. Le cuivre a la conductivité la plus élevée de tous les métaux (60 × 106 S m -1) après l'argent (plus cher que le cuivre), mais il reste cher et il est plus dense (9 kg dm−3) ; c'est pourquoi on lui préfère l'aluminium pour les lignes aériennes. Avec une masse volumique de 2,7 kg dm−3 et une conductivité de 38 × 106 S m -1 un câble d'aluminium d'un diamètre 25 % supérieur au câble de cuivre a la même résistance électrique, tout en étant 2 fois plus léger. Une âme en acier assure la résistance mécanique du câble. On multiplie les câbles plutôt que d'en augmenter le diamètre au delà d'une vingtaine de millimètres en raison de l'effet de peau.
Consommer au plus près du lieu de production, et produire au plus près des lieux de consommation sont aussi des moyens de réduire l'importance des pertes en ligne ; la pollution et les risques industriels s'opposent cependant à ce rapprochement lorsqu'il s'agit de grosses unités de production, tandis que les petites unités ont toujours un rendement inférieur, ce qui annule la diminution des pertes en lignes. Éviter la chaleur pour la production d'électricité semble une mesure d'évidence, la transformation de chaleur en électricité et le transport de celle-ci occasionnant des pertes bien supérieures à celles du transport de combustible. La situation idéale serait une production de chaleur ayant pour source l'énergie électrique, source située à proximité du lieu de consommation. Hors, les constructions respectant la RE2020 (ou équivalent dans d'autres pays) offrent sur ce point une perspective sans précédent : la chaleur de l'air ambiant y étant stockée de manière plus efficace qu'auparavant, il devient rentable, typiquement pour une installation photovoltaïque intégrée à la construction (toiture) et/ou éolienne à proximité immédiate (quelques dizaines de mètres au maximum), de se servir de cette électricité pour compléter la production de chaleur en hiver. L'enveloppe du bâtiment échangeant peu de calories avec l'air extérieur, stocker l'air chaud revient à stocker de l'énergie solaire/éolienne. Cela permet de diminuer les équipements de stockage de l'électricité provenant de sources intermittentes voire de s'en dispenser complètement, si le but est seulement de faire participer ces énergies renouvelables aux besoins énergétiques nocturnes d'un logement, typiquement. Dans le cas d'un bâtiment pourvu d'un système de production d'eau chaude de chauffage ou d'eau chaude sanitaire, par exemple une maison individuelle ou autre bâtiment d'habitation, le même raisonnement est applicable au chauffage de l'eau : les pertes calorifiques des cuves d'eau chaude des chaudières et des ballons d'eau chaude des chauffe-eau à cumulus sont suffisamment basses pour que la température soit maintenue presque égale pendant une nuit entière. C'est un début de solution aux problèmes posés par l'aspect intermittent de certaines énergies renouvelables.
Plusieurs solutions sont aussi possibles :
- utiliser du courant continu qui a l'inconvénient d'imposer des installations lourdes de conversion AC/DC[8] ;
- augmenter la tension sur la ligne (avec des installations de sécurité adaptées). Par exemple le gouvernement chinois, confronté à une forte demande de consommation électrique a fait construire de nouvelles centrales (dont nucléaires). Certaines de ces centrales (à charbon, ou hydraulique) sont proches des sources d’énergie et doivent transporter leur courant sur de longues distances (milliers de kilomètres parfois), avec des pertes en ligne qui sont alors importantes. Pour diminuer ces pertes, l'entreprise d’État chargée du réseau électrique a mis en œuvre un nouveau type de réseau (avec des lignes HT de 1 100 kV[9] voire plus de 1 100 kV CA) avec des appareils d'interruption spéciaux (à isolation gazeuse)[10]. Une ligne de 1 100 kV existe aussi au Japon sur 140 km, mise en place par TEPCO[11] ;
- la supraconductivité est une solution théorique ou utilisée en laboratoire ou dans certaines installations sophistiquées, mais reste coûteuse et également consommatrice d’énergie.

## Enjeux
Il s'agit notamment de moins gaspiller d’électricité (de 8 à 15 % de l’électricité produite peut être ainsi perdue sur les lignes très longues). Il peut parfois s'agir d'éviter la défaillance d'une ligne ou pire un effondrement en cascade d'un réseau électrique.
Les pertes par fuite ou courts-circuits exposent en outre à des risques d'accident que les opérateurs cherchent à limiter.

### Vidéographie
- [vidéo] Cleantech Republic Vidéo, Gestion des énergies renouvelables intermittentes et dispositifs d’effacement, émission du WebTV Thema « Ville durable et intelligente ».